# Häfeli DH-1
Le Häfeli DH-1 était un avion militaire biplace suisse construit par les Ateliers fédéraux de construction (A+C) de Thoune. Conçu pour la reconnaissance aérienne, il a été construit dans les années 1910.

## Historique
Toutes les demandes adressées à l'étranger pour acquérir des avions étant refusées le Service Technique Militaire (STM) se tourne vers la construction d'avions en Suisse. Les Ateliers de construction fédéraux de Thoune dépendant du STM, font appel à l'ingénieur August Häfeli (29 janvier 1887 - 5 juin 1960) qui construit un biplan d'observation, le DH-1, qui est une curieuse machine, l'observateur étant placé devant le pilote, le moteur à l'arrière de l'aile avec une hélice propulsive et avec un double fuselage entoilé. De nombreux pilotes refusent de le piloter et les quelques courageux qui montent à bord, font quelques atterrissages dans la nature.

Deux DH-1 pendant la Première Guerre mondiale.

La construction du DH-2 ne donne pas plus de satisfaction. Le DH-3 répond enfin aux exigences de l'armée. Entre 1917 et 1927, 109 DH-3 sont construits en différentes versions de moteurs et servent comme avion école jusqu'en 1936. Un certain nombre d'entre eux, restent en service jusqu'en 1939.
Entre 1922 et 1929, la troupe d'aviation reçoit 79 biplace d'observation Häfeli DH-5, en trois séries équipées de moteurs de 180, 200 et 220 chevaux de la fabrique de locomotive Winterthour. Les derniers avions sont liquidés en 1940.

## Anecdote
Le 8 janvier 1919, le premier courrier aérien suisse quitte Dübendorf pour Berne puis Lausanne, c'est un courrier militaire. Le 14 avril, c'est le premier vol postal officiel sur le trajet Zurich-Berne-Lausanne avec le biplan d'observation Häfeli DH-3 qui met deux heures et demie à l'aller et deux heures pour le retour. Cette première poste aérienne suisse est interrompue à la fin de 1919 à cause de la concurrence des chemins de fer et de la lenteur de l'acheminement entre l'aérodrome et les centres de distributions postaux. Le pilote militaire était M. Robert Ackermann.